# Ella Balinska
Ella Balinska, född som Ella Pascale Balinska-Emmott, den 4 oktober 1996 i London, är en brittisk skådespelerska. Hon har bland annat medverkat i actionkomedin Charlie's Angels, och Netflixserien Resident Evil.
Ella Balinska är dotter till den polskfödde musikern och entreprenören Kazimierz "Kaz" Baliński-Jundziłł, samt den brittiska kocken Lorraine Pascale. Föräldrarna skilde sig från varandra under år 2000, när Balinska var cirka tre-fyra år gammal. Fadern Kaz har sedan dess gift om sig med den brittiska fotomodellen Sophie Anderton.

## Filmografi (i urval)

### Filmer
- 2019 – Charlie's Angels
- 2020 – Run Sweetheart Run
- 2025 – Marked Men

### TV-serier
- 2018 – Casualty (TV-serie)
- 2018 – Morden i Midsomer (TV-serie)
- 2022 – Resident Evil (TV-serie)

### Spel
- 2023 – Forspoken (röst)